# Ciuflea
La Catedrala Episcopala Sf. Teaodor Tiron (Ciuflea) est un édifice orthodoxe construit à la périphérie de la ville de Chișinău.
Elle est un monument d'importance nationale, inscrite au "registre des monuments de l'histoire et de la culture de Chisinau" à l'initiative de l'académie des sciences.

## Histoire
Elle est à l'origine une église financée par le commerçant Anastasie Ciuflea (1801-1870) à la suite de la mort de son frère Teodor (1796 – 1854) et selon la volonté de ce dernier.
Les deux frères, de nationalité roumaine, ont immigré depuis la Macédoine jusqu'en Bessarabie en 1821. Anastasie obtient l'autorisation de construction en 1854 et l'église est finalement consacrée le 6 juin 1858. Il place le corps de son frère dans l'aile sud de l'édifice. Ce dernier rejoindra son frère 11 ans plus tard.
L'ensemble religieux visible actuellement est le résultat de différentes modifications au cours du temps. Initialement il ne s'agissait que d'une église en pierre conçue par des architectes russes du début du XIXe siècle, dans le but de répondre aux besoins spirituels des habitants de ce quartier de Chisinau. Au fur et à mesure de l’augmentation du nombre de paroissiens, le bâtiment est agrandi. Il est reconstruit dans un style russo-byzantin au début du XXe siècle.
En 1962, la Moldavie est sous contrôle soviétique, beaucoup d'églises sont fermées ou reconverties. C'est le cas de la Cathédrale de la Nativité, principale édifice religieux de la capitale qui est reconvertie en salle d'exposition. Le siège de l'épiscopat est donc transféré au monastère de Ciuflea qui gagne alors le statut de cathédrale et est renommé en l'honneur de son bienfaiteur.

## Caractéristiques
Bâtiment bleu et blanc dominé par une série de dômes plus ou moins grands, tous couronnés de toit en forme d'ampoules géantes. Les décorations et formes spatiales sont directement inspirées de l'architecture russe (arches sous les gouttières, arcs à bretelles, corniches baroques au-dessus des fenêtres et portes). Il mêle anciens et nouveaux éléments de l'architecture religieuse formant une unité artistique remarquable.

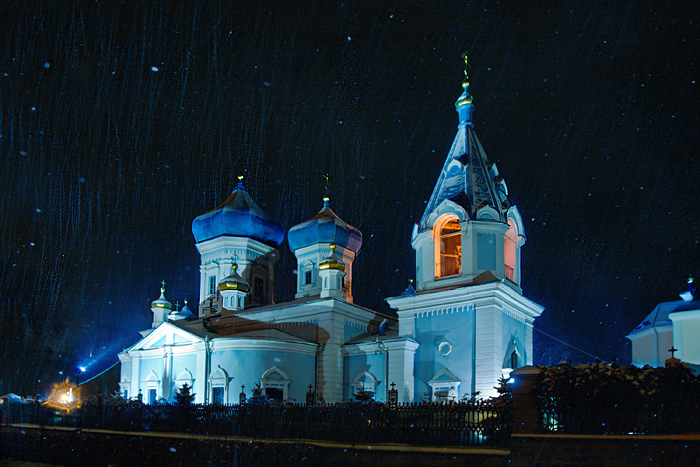
Ciuflea de nuit
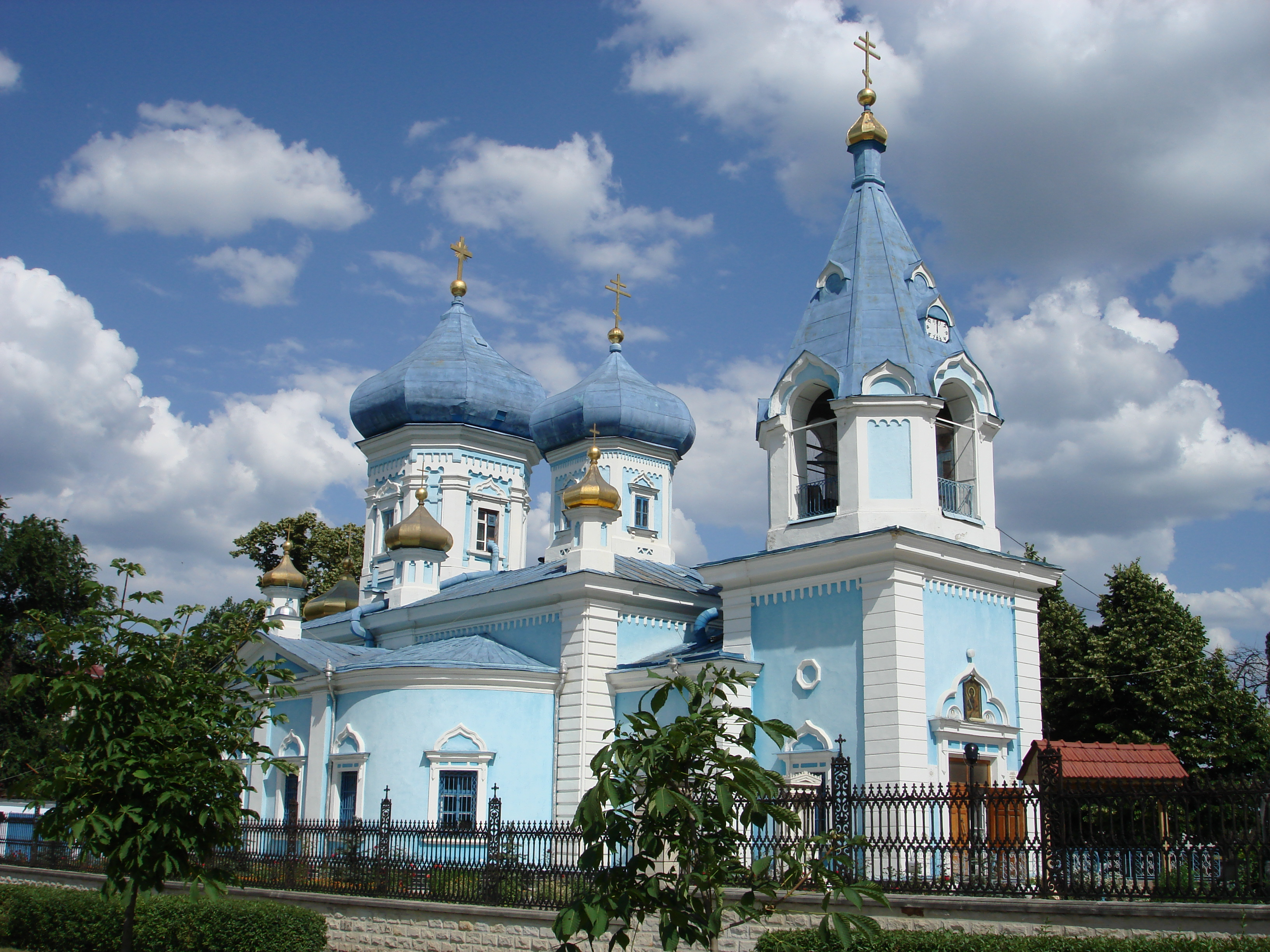
Ciuflea, autre point de vue
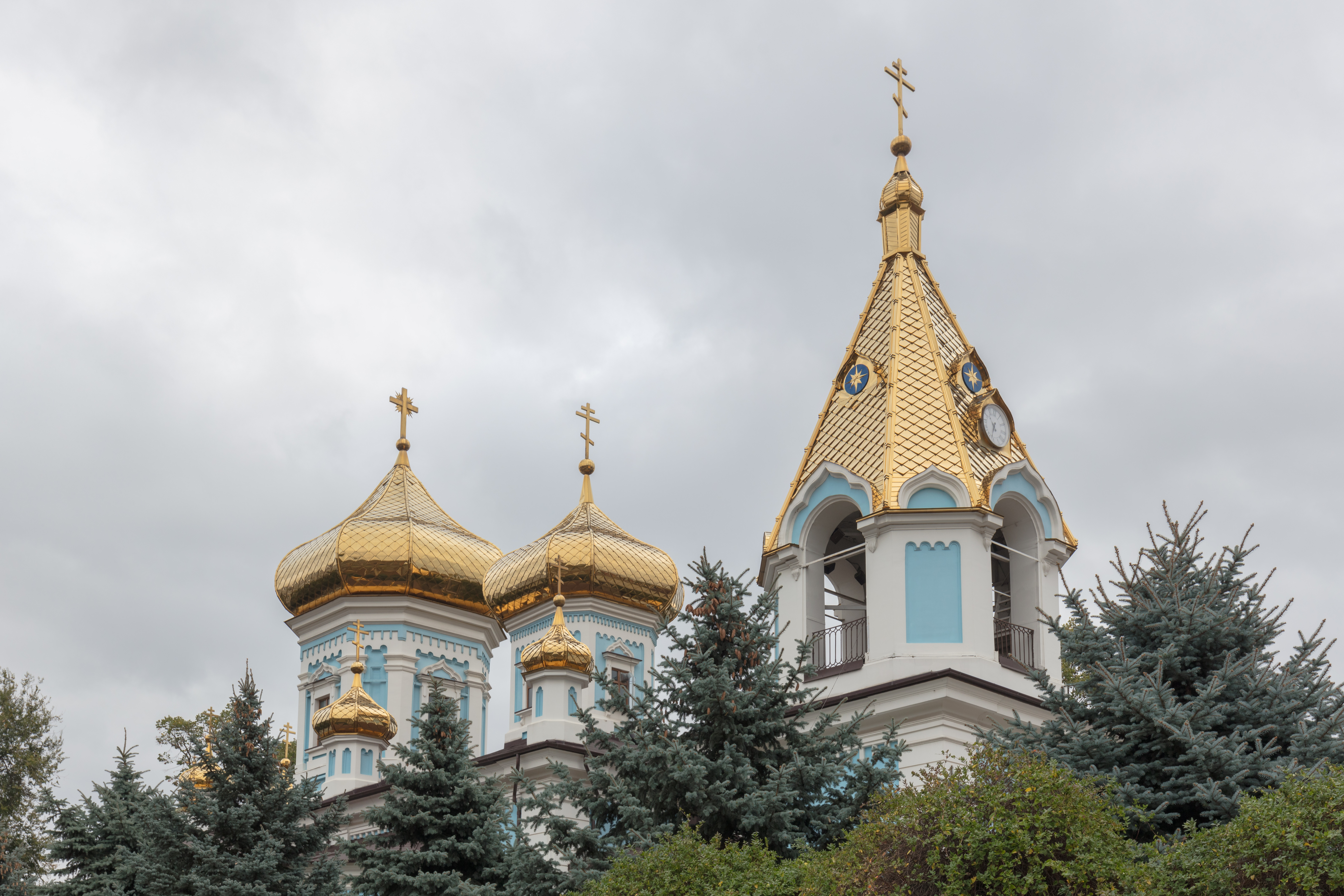
Dômes dorés (2023)
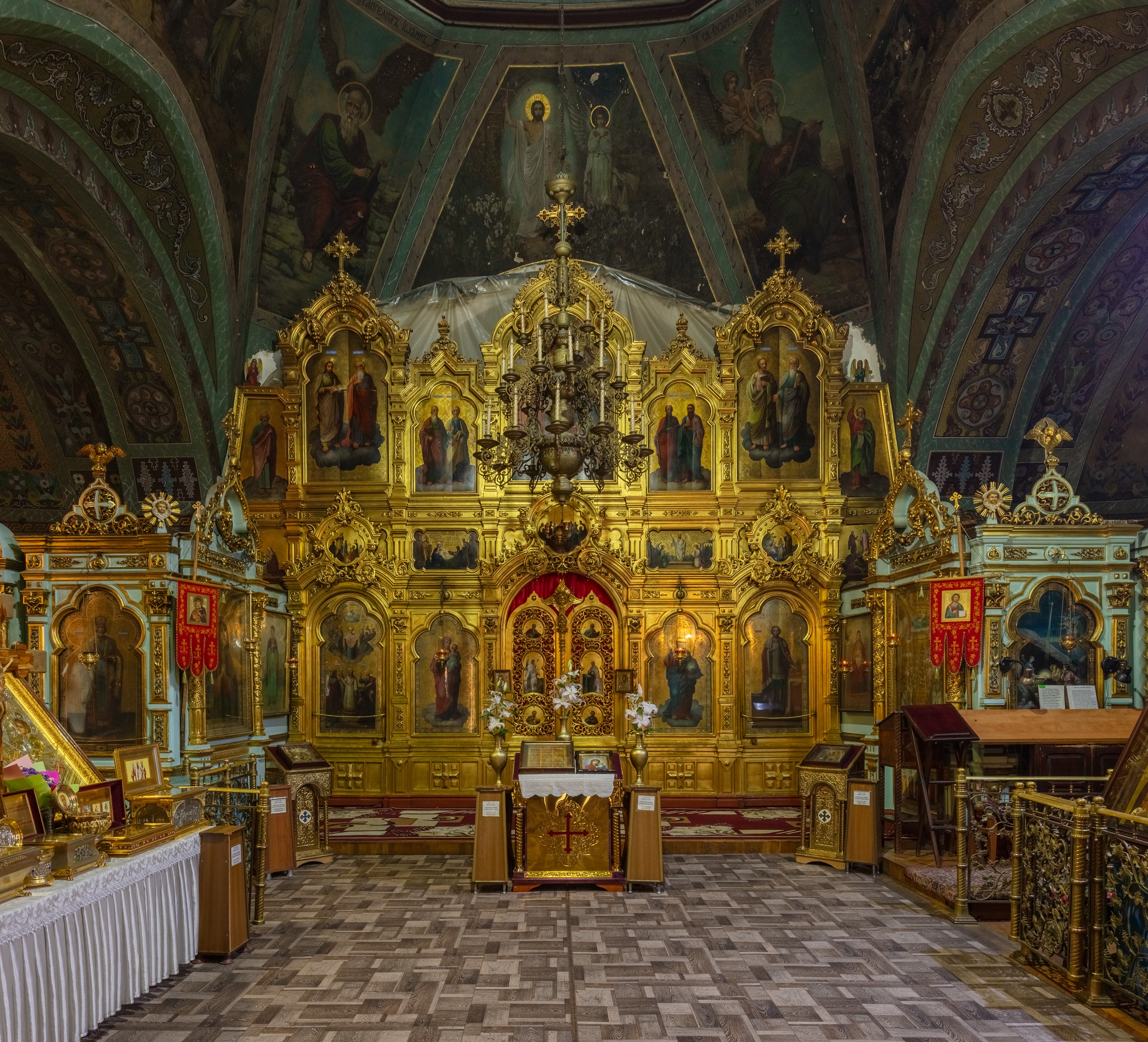
Vue intérieure